# 盧卡斯·辛基維奇
盧卡斯·辛基維奇（Lukas Sinkiewicz，1985年10月9日—）是一位德國足球運動員，在場上司職後衛，現在效力於波琴。辛基維奇雖然在波蘭西里西亞的蒂黑出生，不過他已經代表德國國家隊參加了3次比賽。
2007年夏季，他從科隆轉會到利華古遜，簽訂了為期4年的合同。其後轉投德乙的奧格斯堡，但受傷患困擾，僅上陣10場及射入1球。於2011年夏季自由轉會波琴。